# Chládkove úplazy
Chládkove úplazy (1228 m) – szczyt w „turczańskiej” części Wielkiej Fatry na Słowacji. Wznosi się w południowym grzbiecie szczytu Zadná Ostrá. Jego południowo-zachodni grzbiet oddziela Juriašovą dolinę od Mohošovej doliny. Stoki północno-wschodnie tworzą zbocza Tmavej doliny.
Masyw Chládkove úplazy zbudowany jest z triasowych skał wapiennych. Jest porośnięty lasem, ale w szczytowych partiach są spore trawiaste i zarastające lasem tereny będące pozostałością dawnych hal pasterskich. Nie prowadzi przez niego żaden szlak turystyczny. Znajduje się na obszarze Parku Narodowego Wielka Fatra i jest objęty dodatkową ochroną – wchodzi w skład rezerwatu przyrody Tlstá. 